# José María García Soriano
José María García Soriano (Mula, Región de Murcia, 17 de noviembre de 1998) es un ciclista español miembro del equipo Illes Balears Arabay Cycling.

## Trayectoria
Es un ciclista muleño formado en las escuelas de su municipio y posteriormente en las filas del Equipo Ciclista Cartagena y en su etapa sub-23 sería fijo en los nacionales tanto de ruta como de pista. En 2019, fue séptimo en el Campeonato de España contrarreloj.
En 2020, en velódromo, logró el título de campeón de España absoluto en la prueba de persecución por equipos y la plata en la disciplina de madison, en ambos casos formando equipo con corredores de Valverde Team-Terra Fecundis como Eloy Teruel y Alberto Pérez. En el mismo año, concluyó el año con el cuarto lugar en la general de la Challenge del Tajo.
El 19 de noviembre de 2020 firmó por el equipo élite del Valverde Team-Terra Fecundis. En 2021 finalizó en tercera posición de la categoría élite del Campeonato de España.
El 1 de diciembre de 2021 se confirmó su salto al profesionalismo firmando un contrato con el Electro Hiper Europa.

## Palmarés
- Todavía no ha conseguido ninguna victoria como profesional.

## Equipos
- Valverde Team-Terra Fecundis (2021)
- Electro Hiper Europa (2022-2023)
- Illes Balears Arabay Cycling (2024-)